# Are You the One?
Are You the One?, abreviado como AYTO?, es un reality show de MTV, en el que los solteros tratan de encontrar el amor. Antes de que comience el programa, los participantes se someten a varias pruebas psicológicas y los productores del programa los colocan en un "algoritmo de emparejamiento" para emparejarlos con otro participante. Luego, los solteros conviven en una casa tropical para encontrar su pareja perfecta.
Si todos los hombres y las mujeres son capaces de eligir correctamente a su pareja perfecta durante 10 semanas, todo el grupo comparte un premio de hasta 1 millón de dólares.
El 22 de marzo de 2017, se estrenó el spin-off Are You The One: Segundas Oportunidades. Diez parejas perfectas de temporadas anteriores volvieron a competir en tareas diseñadas para poner a prueba la fuerza de sus lazos. Cada semana, los equipos podían aumentar sus ganancias potenciales, pero los concursantes individualmente tenían la oportunidad de quitarle las ganancias de su equipo a su compañero y sacar a otros del juego.
El 26 de junio de 2019, la octava temporada comenzó a transmitirse en MTV. Esta serie fue marcada como la primera en presentar exclusivamente concursantes abiertamente LGBT y sexualmente fluidos, una decisión que fue recibida con elogios de la crítica.
El 3 de marzo de 2022, se anunció que el programa se lanzaría nuevamente como una versión internacional por Paramount+. El 8 de diciembre de 2022, se anunció que Kamie Crawford será la nueva presentadora y que la novena temporada se estrenará el 18 de enero de 2023.

## Formato
En las temporadas uno a seis, cada semana los participantes se unieron en diferentes parejas y participaron en desafíos, compitiendo entre sí para ganar una cita. Al hacerlo, las parejas ganadoras tienen la oportunidad de entrar en la "cabina  de la verdad" y saber si la pareja, que fue escogida por el resto de los participantes, es una pareja perfecta. En la temporada siete, los productores se deshicieron de los desafíos. En lugar de eso, cada semana dos compañeros de casa seleccionados al azar, un hombre y una mujer, tuvieron que presionar el "botón del destino" que selecciona al azar a dos hombres y dos mujeres que van a una cita grupal. Luego, el resto de los compañeros de casa eligen qué hombre y mujer creen que tienen la mejor probabilidad de ser una pareja perfecta, se los lleva a estos cuatro concursantes y luego se les envía a la "cabina de la verdad". Esta es la única forma de confirmar los pares de parejas perfectos. Si las parejas son una pareja perfecta confirmada, irán a la casa de la luna de miel por el resto de la temporada. Todas las parejas en las primeras siete temporadas eran hombre-mujer, mientras que en la octava temporada las parejas perfectas de un concursante podría ser alguien de cualquier género
Al final de cada semana, los participantes se unen en la "ceremonia de de la verdad", incluida las parejas en la casa de la luna de miel, en el que eligen quién creen que es su pareja perfecta. Les dirán cuántas parejas perfectas han formado, pero no cuáles.
Después de cada temporada, se filma un episodio de reunión en el que los compañeros de casa se reúnen para hablar sobre el programa, el estado de sus relaciones y lo que ha sucedido desde que terminaron de filmar.
Desde la temporada 3 en adelante, el premio se reduce si los participantes no logran encender por lo menos una luz (una pareja) que no haya sido confirmado en "la cabina de la verdad".

## Temporadas
| Temporada | Temporada | Transmisión              | Transmisión             | Número de participantes | ¿Todas las parejas encontradas? | Dinero ganado |
| Temporada | Temporada | Inicio                   | Final                   | Número de participantes | ¿Todas las parejas encontradas? | Dinero ganado |
| --------- | --------- | ------------------------ | ----------------------- | ----------------------- | ------------------------------- | ------------- |
|           | 1         | 21 de enero de 2014      | 25 de marzo de 2014     | 20                      | Sí                              | $1.000.000    |
|           | 2         | 6 de octubre de 2014     | 8 de diciembre de 2014  | 21                      | Sí                              | $1.000.000    |
|           | 3         | 24 de septiembre de 2015 | 18 de noviembre de 2015 | 20                      | Sí                              | $750.000      |
|           | 4         | 13 de junio de 2016      | 15 de agosto de 2016    | 20                      | Sí                              | $750.000      |
|           | 5         | 11 de enero de 2017      | 15 de marzo de 2017     | 22                      | No                              | $0            |
|           | 6         | 20 de septiembre de 2017 | 6 de diciembre de 2017  | 22                      | Si                              | $1.000.000    |
|           | 7         | 15 de agosto de 2018     | 14 de noviembre de 2018 | 22                      | Si                              | $1.000.000    |
|           | 8         | 26 de junio de 2019      | 9 de septiembre de 2019 | 16                      | Si                              | $750.000      |
|           | 9         | 18 de enero de 2023      | 15 de marzo de 2023     | 22                      | Si                              | $750.000      |

### Temporada 1 (2014)
La primera temporada se estrenó el 21 de enero de 2014. fue filmada en Kauai, Hawái

#### Elenco
La primera temporada se estrenó el 21 de enero de 2014.
| Participante         | Edad | Ciudad               |
| -------------------- | ---- | -------------------- |
| Adam Kuhn            | 23   | Sterling, Virginia   |
| Andrean "Dre" McCoy  | 23   | Atlanta, Georgia     |
| Chris "Scali" Scali  | 24   | Brooklyn, New York   |
| Chris Tolleson       | 23   | Virginia Beach       |
| Dillan Ostrom        | 23   | Finley, North Dakota |
| Ethan Diamond        | 23   | Denver, Colorado     |
| Joey Dillon          | 23   | Atlanta, Georgia     |
| John "JJ" Jacobs     | 25   | Washington, DC       |
| Ryan Malaty          | 24   | Greeley, Colorado    |
| Wesley "Wes" Buckles | 25   | Phoenix, Arizona     |

| Participante             | Edad | Ciudad                |
| ------------------------ | ---- | --------------------- |
| Amber Lee                | 22   | Austin, Texas         |
| Ashleigh Feaster         | 23   | Akron, Ohio           |
| Brittany Baldassari      | 24   | Boston, Massachusetts |
| Coleysia Chestnut        | 23   | Selma, Alabama        |
| Jacinda "Jacy" Rodríguez | 24   | Carolina, Puerto Rico |
| Jessica Perez            | 23   | Miami, Florida        |
| Kayla Lusby              | 22   | Greenfield, Tennessee |
| Paige Brendel            | 22   | Phoenix, Arizona      |
| Shanley McIntee          | 24   | Indianapolis, Indiana |
| Simone Kelly             | 23   | Atlanta, Georgia      |

#### Progreso
| Adam              | Brittany | Shanley  | Brittany | Amber    | Shanley  | Ashleigh | Shanley  | Shanley  | Shanley  |
| Chris S.          | Ashleigh | Simone   | Paige    | Paige    | Simone   | Brittany | Jacy     | Ashleigh | Jacy     |
| Chris T.          | Jessica  | Paige    | Simone   | Ashleigh | Paige    | Paige    | Paige    | Paige    | Paige    |
| Dillan            | Coleysia | Jessica  | Coleysia | Coleysia | Coleysia | Coleysia | Coleysia | Coleysia | Coleysia |
| Dre               | Jacy     | Ashleigh | Ashleigh | Simone   | Brittany | Shanley  | Simone   | Simone   | Simone   |
| Ethan             | Shanley  | Amber    | Amber    | Kayla    | Amber    | Amber    | Amber    | Amber    | Amber    |
| John              | Simone   | Jacy     | Jessica  | Shanley  | Jacy     | Jacy     | Brittany | Jacy     | Ashleigh |
| Joey              | Paige    | Brittany | Shanley  | Jacy     | Jessica  | Simone   | Jessica  | Brittany | Brittany |
| Ryan              | Amber    | Kayla    | Kayla    | Brittany | Ashleigh | Jessica  | Ashleigh | Jessica  | Jessica  |
| Wes               | Kayla    | Coleysia | Jacy     | Jessica  | Kayla    | Kayla    | Kayla    | Kayla    | Kayla    |
| Parejas Perfectas | 2        | 4        | 2        | 2        | 5        | 5        | 7        | 8        | 10       |

| Amber             | Ryan     | Ethan    | Ethan    | Adam     | Ethan    | Ethan    | Ethan    | Ethan    | Ethan    |
| Ashleigh          | Chris S. | Dre      | Dre      | Chris T. | Ryan     | Adam     | Ryan     | Chris S. | John     |
| Brittany          | Adam     | Joey     | Adam     | Ryan     | Dre      | Chris S. | John     | Joey     | Joey     |
| Coleysia          | Dillan   | Wes      | Dillan   | Dillan   | Dillan   | Dillan   | Dillan   | Dillan   | Dillan   |
| Jacy              | Dre      | John     | Wes      | Joey     | John     | John     | Chris S. | John     | Chris S. |
| Jessica           | Chris T. | Dillan   | John     | Wes      | Joey     | Ryan     | Joey     | Ryan     | Ryan     |
| Kayla             | Wes      | Ryan     | Ryan     | Ethan    | Wes      | Wes      | Wes      | Wes      | Wes      |
| Paige             | Joey     | Chris T. | Chris S. | Chris S. | Chris T. | Chris T. | Chris T. | Chris T. | Chris T. |
| Shanley           | Ethan    | Adam     | Joey     | John     | Adam     | Dre      | Adam     | Adam     | Adam     |
| Simone            | John     | Chris S. | Chris T. | Dre      | Chris S. | Joey     | Dre      | Dre      | Dre      |
| Parejas Perfectas | 2        | 4        | 2        | 2        | 5        | 5        | 7        | 8        | 10       |

Notas
     = Pareja Perfecta confirmada.
     = Pareja Perfecta sin confirmar.

#### Cabina de la Verdad
| Pareja             | Episodio | Resultado           |
| ------------------ | -------- | ------------------- |
| Chris T. & Shanley | 1        | Pareja incompatible |
| Ethan & Jessica    | 2        | Pareja incompatible |
| John & Simone      | 3        | Pareja incompatible |
| Dillan & Jessica   | 4        | Pareja incompatible |
| Dre & Ashleigh     | 5        | Pareja incompatible |
| Dillan & Coleysia  | 6        | MATCH               |
| Chris T. & Paige   | 7        | MATCH               |
| Ryan & Kayla       | 8        | Pareja incompatible |
| Wes & Kayla        | 9        | MATCH               |
| John & Jacy        | 10       | Pareja incompatible |

#### Después de Filmar
Especial Baby y Reunión
Baby Special and Reunion se emitió el 29 de septiembre de 2014. Durante esta reunión, se reveló que el género del bebé de Ethan y Amber era una niña. Ambos futuros padres se emocionaron cuando descubrieron que iban a tener una niña. También hubo conflictos entre Scali y Jacy, Shanley y Chris T, y Ryan y Adam. El final del episodio resultó en la resolución de la mayoría de los conflictos. Jacy declaró que se mudaría a Nueva York (donde se encuentra actualmente Scali) y que tomarían su relación desde allí. Brittany le dijo a la cámara que llevaría a Ryan a casa para encontrarse con sus padres.
Shanley McIntee apareció en la versión estadounidense del programa de citas de MTV Ex on the Beach .
The Challenge
| Miembros del elenco | Desafíos                                            | Desafíos ganados | Dinero ganado |
| ------------------- | --------------------------------------------------- | ---------------- | ------------- |
| Adam Kuhn           | Batalla de los Exes II                              | –                | $0            |
| Brittany Baldassari | Batalla de los Exes II                              | –                | $0            |
| John "JJ" Jacobs    | Batalla de los Exes II                              | –                | $0            |
| Simone Kelly        | Batalla de los Exes II, Rivales III, XXX: Sucios 30 | –                | $0            |

### Temporada 2 (2014 )
La segunda temporada se estrenó el 6 de octubre de 2014.  Fue filmada en San Juan, Puerto Rico.  Esta vez, un chico tiene dos parejas perfectas, lo que significa que habrá once chicas, pero solo diez chicos. Christina se revela como la primera chica de la pareja de tres. Fue una carrera entre Christina y otra chica para encontrar su pareja perfecta y ser confirmada como tal en la caseta de la verdad. La primera pareja de este trío en confirmarse irá a la casa de la luna de miel. La otra chica tendrá que irse con las manos vacías.

#### Elenco
| Nombre                   | Edad | Ciudad                    |
| ------------------------ | ---- | ------------------------- |
| Alex Phillips            | 23   | Los Ángeles, California   |
| Anthony Bartolotte       | 22   | Chicago, Illinois         |
| Brandon Tindel           | 25   | Las Vegas, Nevada         |
| Curtis Hadzicki          | 24   | Cardiff, California       |
| Dario Medrano            | 21   | Salem, Massachusetts      |
| Garland Brown            | 22   | St. Louis, Missouri       |
| John Moustis             | 22   | Chicago, Illinois         |
| Layton Jones             | 25   | Greenville, Misisipi      |
| Nathan "Nate" Siebenmark | 22   | Berrien Springs, Michigan |
| Tyler "Pratt" Pratt      | 23   | Orlando, Florida          |

| Nombre            | Edad | Ciudad                     |
| ----------------- | ---- | -------------------------- |
| Alexandria Kim    | 23   | Carlsbad, California       |
| Ashley Hall       | 21   | San Marcos, Texas          |
| Briana LaCuesta   | 21   | San Diego, California      |
| Christina LeBlanc | 24   | Philadelphia, Pennsylvania |
| Ellie Puckett     | 23   | Hamlet, North Carolina     |
| Jasmine Pendleton | 22   | San Diego, California      |
| Jenni Knapmiller  | 22   | Burnsville, Minnesota      |
| Jessica Andreatta | 22   | Westchester, New York      |
| Paris Eike        | 23   | Denver, Colorado           |
| Shelby Yardley    | 21   | Derby, Kansas              |
| Tyler Abron       | 21   | Boston, Massachusetts      |

#### Progreso
| Alex              | Ellie      | Christina  | Jasmine    | Tyler      | Christina  | Jessica    | Jasmine   | Jasmine    | Jasmine    | Jasmine           |
| Anthony           | Jessica    | Alexandria | Jenni      | Jenni      | Ashley     | Ellie      | Briana    | Jessica    | Alexandria | Alexandria        |
| Brandon           | Christina  | Tyler      | Shelby     | Ellie      | Jasmine    | Ashley     | Tyler     | Tyler      | Briana     | Briana            |
| Curtis            | Briana     | Briana     | Briana     | Briana     | Shelby     | Shelby     | Shelby    | Shelby     | Shelby     | Shelby            |
| Dario             | Ashley     | Shelby     | Ashley     | Shelby     | Alexandria | Briana     | Ashley    | Ashley     | Tyler      | Ashley            |
| Garland           | Alexandria | Jasmine    | Alexandria | Jasmine    | Tyler      | Tyler      | Jessica   | Alexandria | Jessica    | Jessica           |
| John              | Jasmine    | Ashley     | Christina  | Christina  | Jenni      | Alexandria | Jenni     | Jenni      | Jenni      | Jenni             |
| Layton            | Jenni      | Jessica    | Ellie      | Jessica    | Briana     | Jenni      | Ellie     | Ellie      | Ashley     | Christina & Tyler |
| Nathan            | Shelby     | Jenni      | Jessica    | Alexandria | Jessica    | Jasmine    | Christina | Briana     | Ellie      | Ellie             |
| Pratt             | Paris      | Paris      | Paris      | Paris      | Paris      | Paris      | Paris     | Paris      | Paris      | Paris             |
| Parejas Perfectas | 2          | 2          | 3          | 1          | 3          | 2          | 6         | 5          | 8          | 10                |

| Alexandria        | Garland | Anthony | Garland | Nathan  | Dario   | John    | N/A     | Garland | Anthony | Anthony |
| Ashley            | Dario   | John    | Dario   | N/A     | Anthony | Brandon | Dario   | Dario   | Layton  | Dario   |
| Briana            | Curtis  | Curtis  | Curtis  | Curtis  | Layton  | Dario   | Anthony | Nathan  | Brandon | Brandon |
| Christina         | Brandon | Alex    | John    | John    | Alex    | N/A     | Nathan  | N/A     | N/A     | Layton  |
| Ellie             | Alex    | N/A     | Layton  | Brandon | N/A     | Anthony | Layton  | Layton  | Nathan  | Nathan  |
| Jasmine           | John    | Garland | Alex    | Garland | Brandon | Nathan  | Alex    | Alex    | Alex    | Alex    |
| Jenni             | Layton  | Nathan  | Anthony | Anthony | John    | Layton  | John    | John    | John    | John    |
| Jessica           | Anthony | Layton  | Nathan  | Layton  | Nathan  | Alex    | Garland | Anthony | Garland | Garland |
| Paris             | Pratt   | Pratt   | Pratt   | Pratt   | Pratt   | Pratt   | Pratt   | Pratt   | Pratt   | Pratt   |
| Shelby            | Nathan  | Dario   | Brandon | Dario   | Curtis  | Curtis  | Curtis  | Curtis  | Curtis  | Curtis  |
| Tyler             | N/A     | Brandon | N/A     | Alex    | Garland | Garland | Brandon | Brandon | Dario   | Layton  |
| Parejas Perfectas | 2       | 2       | 3       | 1       | 3       | 2       | 6       | 5       | 8       | 10      |

Notas
     = Pareja Perfecta confirmada.
     = Pareja Perfecta sin confirmar.
     = Esta chica no fue elegida en la ceremonia.

#### Cabina de la Verdad
| Pareja               | Episodio | Resultado           | Undécima Chica |
| -------------------- | -------- | ------------------- | -------------- |
| Brandon & Jessica    | 1        | Pareja Incompatible | N/A            |
| Brandon & Christina  | 2        | Pareja Incompatible | N/A            |
| Brandon & Alexandria | 3        | Pareja Incompatible | N/A            |
| Pratt & Paris        | 4        | MATCH               | Incompatible   |
| Curtis & Shelby      | 5        | MATCH               | Incompatible   |
| John & Jasmine       | 6        | Pareja Incompatible | N/A            |
| John & Jenni         | 7        | MATCH               | Incompatible   |
| Nathan & Christina   | 8        | Pareja Incompatible | N/A            |
| Alex & Jasmine       | 9        | MATCH               | Incompatible   |
| Dario & Ashley       | 10       | MATCH               | Incompatible   |

#### Después de Filmar
Nathan "Nate" Siebenmark y Ellie Puckett regresaron para Are You The One?: Segunda oportunidad y terminaron en noveno lugar. Anthony Bartolotte formó en 2019 parte de la tercera temporada de Ex on the Beach Estados Unidos.
The Challenge
| Miembro del elenco       | Desafíos                                                                                | Desafíos ganados | Dinero ganado |
| ------------------------ | --------------------------------------------------------------------------------------- | ---------------- | ------------- |
| Anthony Bartolotte       | Invasión de los Campeones                                                               | –                | $0            |
| Branton Tindel           | Rivales III                                                                             | –                | $0            |
| Briana LaCuesta          | Rivales III, XXX: Sucios 30                                                             | –                | $0            |
| Christina LeBlanc        | Batalla de las Líneas de Sangre, Rivales III                                            | –                | $0            |
| Dario Medrano            | Batalla de las Líneas de Sangre, Rivales III, Invasión de los Campeones, XXX: Sucios 30 | –                | $0            |
| Nathan "Nate" Siebenmark | Rivales III                                                                             | –                | $0            |

### Temporada 3 (2015)
La tercera temporada se estrenó el 24 de septiembre de 2015. Fue filmada en Kailua-Kona, Hawái.

La tercera temporada se estrenó el 21 de septiembre de 2015.

#### Elenco
| Nombre                | Edad | Ciudad                     |
| --------------------- | ---- | -------------------------- |
| Alec Gonzalez         | 22   | Philadelphia, Pennsylvania |
| Austin Sheets         | 22   | Addison, Texas             |
| Chuck Mowery          | 26   | Maui, Hawaii               |
| Connor Smith          | 25   | Tinley Park, Illinois      |
| Devin Walker-Molaghan | 26   | Northampton, Massachusetts |
| Hunter Barfield       | 22   | Perry, Florida             |
| Mike Crescenzo        | 24   | Stony Brook, New York      |
| Nelson Thomas         | 26   | San Marcos, Texas          |
| Tyler Johnson         | 25   | Indianapolis, Indiana      |
| Zak Longo             | 26   | Toronto, Ontario           |

| Nombre           | Edad | Ciudad                    |
| ---------------- | ---- | ------------------------- |
| Amanda Garcia    | 22   | Westminster, Colorado     |
| Britni Thornton  | 24   | Augusta, Georgia          |
| Chelsey Perkins  | 23   | Orlando, Florida          |
| Hannah Rathbun   | 22   | Syracuse, New York        |
| Kayla Brackett   | 22   | Sandy Hook, Connecticut   |
| Kiki Cooper      | 24   | Ashburn, Virginia         |
| Cheyenne Floyd   | 22   | Los Ángeles, California   |
| Melanie Velez    | 23   | Franklin Square, New York |
| Rashida Beach    | 23   | Columbia, South Carolina  |
| Stacey Gurnevich | 24   | Staten Island, New York   |

#### Progreso
| Alec              | Stacey   | Chelsey  | Stacey   | Amanda   | Stacey   | Stacey   | Rashida  | Stacey   | Stacey   | Amanda   |
| Austin            | Kiki     | Kiki     | Amanda   | Stacey   | Hannah   | Cheyenne | Kayla    | Kiki     | Cheyenne | Britni   |
| Chuck             | Hannah   | Hannah   | Kiki     | Kiki     | Kiki     | Amanda   | Melanie  | Amanda   | Rashida  | Melanie  |
| Connor            | Chelsey  | Kayla    | Chelsey  | Chelsey  | Chelsey  | Chelsey  | Chelsey  | Chelsey  | Chelsey  | Chelsey  |
| Devin             | Melanie  | Melanie  | Rashida  | Hannah   | Cheyenne | Rashida  | Britni   | Rashida  | Britni   | Rashida  |
| Hunter            | Britni   | Stacey   | Britni   | Rashida  | Melanie  | Britni   | Amanda   | Britni   | Kayla    | Hannah   |
| Mike              | Amanda   | Amanda   | Kayla    | Kayla    | Britni   | Melanie  | Stacey   | Melanie  | Kiki     | Kiki     |
| Nelson            | Cheyenne | Cheyenne | Melanie  | Britni   | Rashida  | Kiki     | Kiki     | Kayla    | Amanda   | Stacey   |
| Tyler             | Rashida  | Rashida  | Cheyenne | Melanie  | Amanda   | Hannah   | Cheyenne | Cheyenne | Melanie  | Cheyenne |
| Zak               | Kayla    | Britni   | Hannah   | Cheyenne | Kayla    | Kayla    | Hannah   | Hannah   | Hannah   | Kayla    |
| Parejas Perfectas | 2        | 0        | 3        | 2        | 2        | 3        | 3        | 3        | 2        | 10       |

| Amanda            | Mike   | Mike   | Austin | Alec   | Tyler  | Chuck  | Hunter | Chuck  | Nelson | Alec   |
| Britni            | Hunter | Zak    | Hunter | Nelson | Mike   | Hunter | Devin  | Hunter | Devin  | Austin |
| Chelsey           | Connor | Alec   | Connor | Connor | Connor | Connor | Connor | Connor | Connor | Connor |
| Cheyenne          | Nelson | Nelson | Tyler  | Zak    | Devin  | Austin | Tyler  | Tyler  | Austin | Tyler  |
| Hannah            | Chuck  | Chuck  | Zak    | Devin  | Austin | Tyler  | Zak    | Zak    | Zak    | Hunter |
| Kayla             | Zak    | Connor | Mike   | Mike   | Zak    | Zak    | Austin | Nelson | Hunter | Zak    |
| Kiki              | Austin | Austin | Chuck  | Chuck  | Chuck  | Nelson | Nelson | Austin | Mike   | Mike   |
| Melanie           | Devin  | Devin  | Nelson | Tyler  | Hunter | Mike   | Chuck  | Mike   | Tyler  | Chuck  |
| Rashida           | Tyler  | Tyler  | Devin  | Hunter | Nelson | Devin  | Alec   | Devin  | Chuck  | Devin  |
| Stacey            | Alec   | Hunter | Alec   | Austin | Alec   | Alec   | Mike   | Alec   | Alec   | Nelson |
| Parejas Perfectas | 2      | 0      | 3      | 2      | 2      | 3      | 3      | 3      | 2      | 10     |

Notas
     = Pareja Perfecta confirmada
     = Pareja Perfecta sin confirmar
- Debido al apagón en el Episodio 2, todo el reparto perdió $250.000, reduciendo el total de dinero al final a $750.000. En el Episodio 9, Mike fue eliminado debido a un altercado que se volvió violento con Amanda. Kiki se quedó sin pareja perfecta esa semana y se emparejó automáticamente con Mike. Al final resultó que Mike y Kiki eran pareja perfecta.

#### Cabina de la Verdad
| Pareja           | Episodio | Resultado           |
| ---------------- | -------- | ------------------- |
| Hunter & Kiki    | 1        | Pareja Incompatible |
| Devin & Kiki     | 2        | Pareja Incompatible |
| Zak & Kiki       | 3        | Pareja Incompatible |
| Chuck & Britni   | 4        | Pareja Incompatible |
| Connor & Chelsey | 5        | MATCH               |
| Chuck & Kiki     | 6        | Pareja Incompatible |
| Alec & Melanie   | 7        | Pareja Incompatible |
| Nelson & Kiki    | 8        | Pareja Incompatible |
| Hunter & Britni  | 9        | Pareja Incompatible |
| Zak & Kayla      | 10       | MATCH               |

#### Después de Filmar
Mike Crescenzo fue más tarde miembro del reparto de la 32.ª temporada de Real World, Real World Seattle: Mala Sangre.
Devin Walker-Molaghan y Rashida Beach regresaron para Are You The One?: Second Chances y terminaron en primer lugar ganando $ 170,000.
Nelson Thomas y Devin Walker-Molaghan aparecieron en la segunda y tercera temporada de Ex on the Beach Estados Unidos respectivamente.
The Challenge
| Miembro del Elenco    | Desafíos | Desafíos ganados | Dinero ganado     |
| --------------------- | --- | ---------------- | ----------------- |
| Amanda García         | Rivales III, Invasión de los Campeones, XXX: Sucios 30, Cálculo Final, La Guerra de los Mundos, Espías, Mentiras y Aliados                                | –                | $0                |
| Britni Thornton       | XXX: Sucios 30, Vendettas, Cálculo Final | –                | $0                |
| Cheyenne Floyd        | Rivales III | –                | $12,500           |
| Chuck Mowery          | Cálculo Final | –                | $0                |
| Devin Walker-Molaghan | Rivales III, XXX: Sucios 30, Vendettas, Cálculo Final, Agentes Dobles, Espías, Mentiras y Aliados, Todo o Nada                                            | Todo o Nada      | $458,500          |
| Devin Walker-Molaghan | Campeones vs. Estrellas | –                | $950 para caridad |
| Hunter Barfield       | Invasión de los Campeones, XXX: Sucios 30, Cálculo Final, La Guerra de los Mundos                                                                         | Cálculo Final    | $0                |
| Nelson Thomas         | Rivales III, Invasión de los Campeones, XXX: Sucios 30, Vendettas; Cálculo Final, Demencia Total, Agentes Dobles, Espías, Mentiras y Aliados, Todo o Nada | –                | $36,250           |

### Temporada 4 (2016)
La cuarta temporada se estrenó el 13 de junio del 2016. Fue filmada en Maui, Hawái

#### Elenco
| Nombre            | Edad | Ciudad                     |
| ----------------- | ---- | -------------------------- |
| Asaf Goren        | 25   | Tel Aviv, Israel           |
| Cam Bruckman      | 22   | Fort Collins, Colorado     |
| Cameron Kolbo     | 25   | Hattiesburg, Mississippi   |
| Giovanni Rivera   | 23   | Bridgeport, Connecticut    |
| John Humphrey     | 23   | Norfolk, Nebraska          |
| Morgan St. Pierre | 24   | Manhattan, New York        |
| Prosper Muna      | 24   | Albany, New York           |
| Sam Handler       | 22   | Barrington, Illinois       |
| Stephen McHugh    | 24   | Philadelphia, Pennsylvania |
| Tyler Norman      | 26   | San Diego, California      |

| Nombre              | Edad | Ciudad                     |
| ------------------- | ---- | -------------------------- |
| Alyssa Ortiz        | 22   | Elgin, Illinois            |
| Camille Satterwhite | 23   | Wheatley Heights, New York |
| Emma Sweigard       | 22   | Parker, Colorado           |
| Francesca Duncan    | 22   | Manhattan, New York        |
| Julia Rose          | 22   | New Orleans, Louisiana     |
| Kaylen Zahara       | 22   | Compton, California        |
| Mikala Thomas       | 22   | Ocean City, New Jersey     |
| Nicole Brown        | 22   | Denver, Colorado           |
| Tori Deal           | 23   | Astoria, New York          |
| Victoria Wyatt      | 22   | Chino Hills, California    |

#### Progreso
| Asaf              | Francesca | Camille   | Camille   | Camille   | Camille   | Camille   | Francesca | Camille   | Tori      | Kaylen    |
| Cam               | Victoria  | Julia     | Nicole    | Emma      | Emma      | Victoria  | Nicole    | Tori      | Nicole    | Julia     |
| Cameron           | Mikala    | Mikala    | Mikala    | Mikala    | Mikala    | Mikala    | Mikala    | Mikala    | Mikala    | Mikala    |
| Giovanni          | Kaylen    | Kaylen    | Kaylen    | Kaylen    | Francesca | Francesca | Emma      | Nicole    | Francesca | Francesca |
| John              | Emma      | Nicole    | Victoria  | Victoria  | Tori      | Emma      | Kaylen    | Kaylen    | Victoria  | Victoria  |
| Morgan            | Julia     | Alyssa    | Francesca | Tori      | Julia     | Tori      | Tori      | Victoria  | Julia     | Tori      |
| Prosper           | Camille   | Emma      | Emma      | Nicole    | Victoria  | Kaylen    | Victoria  | Francesca | Emma      | Emma      |
| Sam               | Alyssa    | Francesca | Alyssa    | Alyssa    | Alyssa    | Alyssa    | Alyssa    | Alyssa    | Alyssa    | Alyssa    |
| Stephen           | Nicole    | Tori      | Tori      | Julia     | Nicole    | Julia     | Julia     | Julia     | Kaylen    | Nicole    |
| Tyler             | Tori      | Victoria  | Julia     | Francesca | Kaylen    | Nicole    | Camille   | Emma      | Camille   | Camille   |
| Parejas Perfectas | 3         | 3         | 4         | 4         | 4         | 4         | 4         | 2         | 6         | 10        |

| Alyssa            | Sam      | Morgan   | Sam      | Sam      | Sam      | Sam      | Sam      | Sam      | Sam      | Sam      |
| Camille           | Prosper  | Asaf     | Asaf     | Asaf     | Asaf     | Asaf     | Tyler    | Asaf     | Tyler    | Tyler    |
| Emma              | John     | Prosper  | Prosper  | Cam      | Cam      | John     | Giovanni | Tyler    | Prosper  | Prosper  |
| Francesca         | Asaf     | Sam      | Morgan   | Tyler    | Giovanni | Giovanni | Asaf     | Prosper  | Giovanni | Giovanni |
| Julia             | Morgan   | Cam      | Tyler    | Stephen  | Morgan   | Stephen  | Stephen  | Stephen  | Morgan   | Cam      |
| Kaylen            | Giovanni | Giovanni | Giovanni | Giovanni | Tyler    | Prosper  | John     | John     | Stephen  | Asaf     |
| Mikala            | Cameron  | Cameron  | Cameron  | Cameron  | Cameron  | Cameron  | Cameron  | Cameron  | Cameron  | Cameron  |
| Nicole            | Stephen  | John     | Cam      | Prosper  | Stephen  | Tyler    | Cam      | Giovanni | Cam      | Stephen  |
| Tori              | Tyler    | Stephen  | Stephen  | Morgan   | John     | Morgan   | Morgan   | Cam      | Asaf     | Morgan   |
| Victoria          | Cam      | Tyler    | John     | John     | Prosper  | Cam      | Prosper  | Morgan   | John     | John     |
| Parejas Perfectas | 3        | 3        | 4        | 4        | 4        | 4        | 4        | 2        | 6        | 10       |

Notas
     = Pareja Perfecta confirmada
     = Pareja Perfecta sin confirmar
- Debido al apagón en el Episodio 8, todo el reparto perdió $250.000, reduciendo el total de dinero al final a $750.000, en lugar de $1.000.000.

#### Cabina de la Verdad
| Pareja            | Episodio | Resultado           |
| ----------------- | -------- | ------------------- |
| Prosper & Tori    | 1        | Pareja Incompatible |
| John & Julia      | 2        | Pareja Incompatible |
| Cameron & Mikala  | 3        | MATCH               |
| Asaf & Tori       | 4        | Pareja Incompatible |
| Giovanni & Kaylen | 5        | Pareja Incompatible |
| Sam & Alyssa      | 6        | MATCH               |
| Cam & Victoria    | 7        | Pareja Incompatible |
| Giovanni & Julia  | 8        | Pareja Incompatible |
| Prosper & Emma    | 9/10     | MATCH               |
| Cam & Julia       | 9/10     | MATCH               |

#### Después de Filmar
Asaf Goren y Kaylen Zahara, Cameron Kolbo y Mikala Thomas, Giovanni Rivera y Francesca Duncan y Morgan St. Pierre y Tori Deal regresaron para el Are You The One ?: Segunda oportunidad . Rivera y Duncan terminaron en octavo lugar después de que Duncan le robó todo el dinero a Rivera. Goren y Zahara terminaron en sexto lugar. Kolbo y Thomas terminaron en cuarto lugar. St. Pierre y Deal terminaron en segundo lugar y ganaron $ 25,000.
Además de sus apariciones en programas de MTV, Asaf Goren también compitió en So You Think You Can Dance 12, Worst Cooks in America 12 y Celebrity Big Brother Israel 3.
Cameron Kolbo apareció en la versión estadounidense del programa de citas de MTV Ex on the Beach.
Tori Deal apareció en "15 Minutes of Blame" de Brain Candy Podcast el 5 de junio de 2020. Normalmente, el segmento es presentado por Susie Meister de Road Rules: Down Under, pero esta vez fue presentada por su coanfitrión Sarah Rice de The Real World: Brooklyn. El segmento "15 minutos de culpa" aparece como contenido exclusivo en la página de Patreon para el podcast Brain Candy.
The Challenge
| Miembro del Elenco | Desafíos | Desafíos ganados | Dinero ganado     |
| ------------------ | --- | ---------------- | ----------------- |
| Asaf Goren         | Demencia Total, Batalla por un Nuevo Campeón                                                                                      | –                | $0                |
| Tori Deal          | XXX: Sucios 30, Cálculo Final, La Guerra de los Mundos 2, Demencia Total, Agentes Dobles, Espías, Mentiras y Aliados, Todo o Nada | Todo o Nada      | $461,000          |
| Tori Deal          | Campeones vs. Estrellas 2, Campeones vs. Estrellas 3                                                                              | –                | $950 para caridad |

Desafío en negrita indica que el concursante fue finalista en esa temporada.

### Temporada 5 (2017)
La quinta temporada se estrenó el 11 de enero de 2017. Fue filmada en Cabarete, República Dominicana.
Esta temporada tuvo dos grandes cambios. Cuando una pareja va a la caseta de la verdad, el resto de la casa puede vota entre dos opciones: para ver si la pareja es una pareja perfecta, o para ganar $150.000 más, y no ver el resultado. esto solo sucedió en ciertas semanas
Además, si hay un apagón en una ceremonia de emparejamiento, el dinero del premio se reduce en un 50% cada vez en lugar de $250.000

#### Elenco
| Nombre                  | Edad | Ciudad                     |
| ----------------------- | ---- | -------------------------- |
| Andre Siemers           | 22   | Burnsville, Minnesota      |
| Derrick Henry           | 23   | Charleston, South Carolina |
| Edward "Eddie" Williams | 21   | Bridgeton, New Jersey      |
| Hayden Weaver           | 23   | Anderson, Indiana          |
| Jaylan Adlam            | 23   | Atlanta, Georgia           |
| Joey Amoia              | 23   | Buffalo, New York          |
| Michael Halpern         | 24   | Tamarac, Florida           |
| Mike Cerasani           | 25   | Staten Island, New York    |
| Osvaldo Romero          | 22   | Chicago, Illinois          |
| Ozzy Morales            | 24   | San José, Costa Rica       |
| Tyler O’Brien           | 22   | Boca Raton, Florida        |

| Nombre            | Edad | Ciudad                 |
| ----------------- | ---- | ---------------------- |
| Alicia Wright     | 23   | Howell, New Jersey     |
| Carolina Duarte   | 21   | Sammamish, Washington  |
| Casandra Martinez | 22   | Seabrook, Texas        |
| Gianna Hammer     | 21   | Doylestown, Ohio       |
| Hannah Fugazzi    | 22   | Brentwood, California  |
| Kam Williams      | 21   | Pennsauken, New Jersey |
| Kari Kowalski     | 22   | New York, New York     |
| Kathryn Palmer    | 22   | Tallahassee, Florida   |
| Shannon Duffy     | 22   | Valencia, California   |
| Taylor Selfridge  | 22   | Yacolt, Washington     |
| Tyranny Todd      | 22   | Augusta, Georgia       |

#### Progreso
| Chicos            | Episodios | Episodios | Episodios | Episodios | Episodios | Episodios | Episodios | Episodios | Episodios | Episodios          |
| Chicos            | 1         | 2         | 3         | 4         | 5         | 6         | 7         | 8         | 9         | 10                 |
| ----------------- | --------- | --------- | --------- | --------- | --------- | --------- | --------- | --------- | --------- | ------------------ |
| Andre             | Alicia    | Hannah    | Kari      | Casandra  | Taylor    | Taylor    | Casandra  | Gianna    | Kathryn   | Kathryn            |
| Derrick           | Kathryn   | Alicia    | Hannah    | Gianna    | Tyranny   | Tyranny   | Kari      | Shannon   | Casandra  | Shannon (Casandra) |
| Edward            | Kam       | Shannon   | Kam       | Alicia    | Kam       | Kam       | Kam       | Kam       | Kam       | Kam                |
| Hayden            | Shannon   | Taylor    | Carolina  | Carolina  | Carolina  | Carolina  | Carolina  | Carolina  | Carolina  | Carolina           |
| Jaylan            | Casandra  | Kam       | Casandra  | Tyranny   | Casandra  | Hannah    | Tyranny   | Tyranny   | Tyranny   | Tyranny            |
| Joey              | Carolina  | Carolina  | Kathryn   | Kathryn   | Kathryn   | Kathryn   | Kathryn   | Casandra  | Hannah    | Hannah (Shannon)   |
| Michael           | Hannah    | Gianna    | Taylor    | Kari      | Kari      | Kari      | Hannah    | Kathryn   | Kari      | Kari               |
| Mike              | Kari      | Casandra  | Alicia    | Kam       | Alicia    | Alicia    | Gianna    | Kari      | Alicia    | Alicia             |
| Osvaldo           | Tyranny   | Kari      | Tyranny   | Taylor    | Gianna    | Gianna    | Taylor    | Taylor    | Taylor    | Taylor             |
| Ozzy              | Gianna    | Kathryn   | Gianna    | Hannah    | Hannah    | Casandra  | Alicia    | Alicia    | Gianna    | Gianna             |
| Tyler             | Taylor    | Tyranny   | Shannon   | Shannon   | Shannon   | Shannon   | Shannon   | Hannah    | Shannon   | Casandra (Hannah)  |
| Parejas Perfectas | 2         | 0         | 4         | 4         | 4         | 4         | 4         | 5         | 9         | 8                  |

| Chicas            | Episodios | Episodios | Episodios | Episodios | Episodios | Episodios | Episodios | Episodios | Episodios | Episodios       |
| Chicas            | 1         | 2         | 3         | 4         | 5         | 6         | 7         | 8         | 9         | 10              |
| ----------------- | --------- | --------- | --------- | --------- | --------- | --------- | --------- | --------- | --------- | --------------- |
| Alicia            | Andre     | Derrick   | Mike      | Edward    | Mike      | Mike      | Ozzy      | Ozzy      | Mike      | Mike            |
| Carolina          | Joey      | Joey      | Hayden    | Hayden    | Hayden    | Hayden    | Hayden    | Hayden    | Hayden    | Hayden          |
| Casandra          | Jaylan    | Mike      | Jaylan    | Andre     | Jaylan    | Ozzy      | Andre     | Joey      | Derrick   | Tyler (Derrick) |
| Gianna            | Ozzy      | Michael   | Ozzy      | Derrick   | Osvaldo   | Osvaldo   | Mike      | Andre     | Ozzy      | Ozzy            |
| Hannah            | Michael   | Andre     | Derrick   | Ozzy      | Ozzy      | Jaylan    | Michael   | Tyler     | Joey      | Joey (Tyler)    |
| Kam               | Edward    | Jaylan    | Edward    | Mike      | Edward    | Edward    | Edward    | Edward    | Edward    | Edward          |
| Kari              | Mike      | Osvaldo   | Andre     | Michael   | Michael   | Michael   | Derrick   | Mike      | Michael   | Michael         |
| Kathryn           | Derrick   | Ozzy      | Joey      | Joey      | Joey      | Joey      | Joey      | Michael   | Andre     | Andre           |
| Shannon           | Hayden    | Edward    | Tyler     | Tyler     | Tyler     | Tyler     | Tyler     | Derrick   | Tyler     | Derrick (Joey)  |
| Taylor            | Tyler     | Hayden    | Michael   | Osvaldo   | Andre     | Andre     | Osvaldo   | Osvaldo   | Osvaldo   | Osvaldo         |
| Tyranny           | Osvaldo   | Tyler     | Osvaldo   | Jaylan    | Derrick   | Derrick   | Jaylan    | Jaylan    | Jaylan    | Jaylan          |
| Parejas perfectas | 2         | 0         | 4         | 4         | 4         | 4         | 4         | 5         | 9         | 8               |

Notas
     = Pareja Perfecta confirmada
     Pareja Perfecta sin confirmar
     = Pareja Incompatible
- Debido al apagón en el Episodio 2, todo el elenco perdió $500.000, reduciendo el total de dinero al final a $ 500.000 en lugar de $1.000.000.
- En el Episodio 9, el elenco decidió tomar la oferta de dinero en lugar de descubrir si Derrick y Tyranny eran una pareja perfecta, lo que aumentó el dinero total en juego a $650.000.
- En el episodio 10, el elenco decidió tomar la oferta de dinero en lugar de descubrir si Joey y Casandra eran una pareja perfecta, lo que aumentó el total de dinero en juego a $ 800.000.

El elenco no ganó el dinero porque no encontró con éxito todas las parejas perfectas. Así que, durante el episodio de la reunión, se revelaron las parejas perfectas correctas como los siguientes:
| Parejas Perfecta | Parejas Perfecta |
| Chico            | Chica            |
| ---------------- | ---------------- |
| Andre            | Kathryn          |
| Derrick          | Casandra         |
| Edward           | Kam              |
| Hayden           | Carolina         |
| Jaylan           | Tyranny          |
| Joey             | Shannon          |
| Michael          | Kari             |
| Mike             | Alicia           |
| Osvaldo          | Taylor           |
| Ozzy             | Gianna           |
| Tyler            | Hannah           |

#### Cabina de la Verdad
| Pareja            | Episodio | Resultado             |
| ----------------- | -------- | --------------------- |
| Hayden & Gianna   | 1        | Pareja Incompatible   |
| Andre & Alicia    | 2        | Pareja Incompatible   |
| Ozzy & Carolina   | 3        | Pareja Incompatible   |
| Osvaldo & Tyranny | 4        | Pareja Incompatible   |
| Edward & Kam      | 5        | MATCH                 |
| Ozzy & Hannah     | 6        | Pareja Incompatible   |
| Andre & Taylor    | 7        | Pareja Incompatible   |
| Hayden & Carolina | 8        | MATCH                 |
| Derrick & Tyranny | 9        | Comercio de la Verdad |
| Joey & Casandra   | 10       | Comercio de la Verdad |

#### Después de Filmar
Derrick Henry y Casandra Martinez, Hayden Weaver y Carolina Duarte y Mike Cerasani y Alicia Wright regresaron para Are You The One?: Segunda oportunidad. Henry y Martínez terminaron en décimo lugar. Weaver y Duarte terminaron en séptimo lugar después de que Weaver le robó todo el dinero a Duarte. Cerasani y Wright terminaron en quinto lugar.
Shannon Duffy, Alicia Wright, Andre Siemens, Derrick Henry, Taylor Selfridge y Tyranny Todd aparecieron en la versión estadounidense del programa de citas de MTV Ex on the Beach.
The Challenge
| Miembro del Elenco | Desafíos                                                                                     | Desafíos ganados | Dinero ganado |
| ------------------ | -------------------------------------------------------------------------------------------- | ---------------- | ------------- |
| Alicia Wright      | Vendettas                                                                                    | –                | $0            |
| Derrick Henry      | XXX: Sucios 30, Cálculo Final                                                                | –                | $0            |
| Eddie Williams     | Vendettas                                                                                    | –                | $0            |
| Kam Williams       | Vendettas, Cálculo Final, La Guerra de los Mundos, La Guerra de los Mundos 2, Agentes Dobles | –                | $50,000       |
| Kam Williams       | Campeones vs. Estrellas 3                                                                    | –                | $0            |

Desafío en negrita indica que el concursante fue finalista en esa temporada.

### Temporada 6 (2017)
La sexta temporada se estrenó el 20 de septiembre del 2017 Fue filmada por primera vez en los Estados Unidos, en Nueva Orleans.

### Elenco
| Nombre           | Edad | Ciudad                    |
| ---------------- | ---- | ------------------------- |
| Anthony Martin   | 22   | Inglewood, California     |
| Clinton Moxam    | 22   | Palm Bay, Florida         |
| David Shad       | 24   | San Diego, California     |
| Dimitri Valentin | 26   | Playa del Rey, California |
| Ethan Cohen      | 27   | Sonoma, California        |
| Joe Torgerson    | 23   | Portland, Oregon          |
| Kareem Fathalla  | 23   | Avenel, New Jersey        |
| Keith Klebacher  | 24   | Manchester, New Jersey    |
| Malcolm Drummer  | 25   | West Palm Beach, Florida  |
| Michael Johnson  | 21   | Knoxville, Tennessee      |
| Tyler Colon      | 21   | Los Ángeles, California   |

| Nombre          | Edad | Ciudad                     |
| --------------- | ---- | -------------------------- |
| Alexis Eddy †   | 21   | Mannington, West Virginia  |
| Alivia Hunter   | 21   | Charleston, South Carolina |
| Audrey Diaz     | 23   | Middletown, New York       |
| Diandra Delgado | 21   | Teaneck, New Jersey        |
| Geles Rodriguez | 23   | Los Fresnos, Texas         |
| Jada Allen      | 21   | Union City, New Jersey     |
| Keyana Land     | 23   | Boyertown, Pennsylvania    |
| Nicole Spiller  | 21   | Medway, Massachusetts      |
| Nurys Mateo     | 22   | Portland, Maine            |
| Uche Nwosu      | 23   | Grand Rapids, Michigan     |
| Zoe Pugh        | 22   | Scranton, Pennsylvania     |

### Progreso
| Anthony           | Geles   | Diandra | Jada    | Keyana  | Nicole  | Keyana  | Keyana  | Alivia  | Uche    | Alexis  |
| Clinton           | Uche    | Uche    | Uche    | Uche    | Jada    | Geles   | Geles   | Geles   | Geles   | Geles   |
| Dimitri           | Diandra | Nicole  | Nurys   | Alexis  | Uche    | Diandra | Diandra | Diandra | Audrey  | Nurys   |
| Ethan             | Jada    | Jada    | Alexis  | Nicole  | Geles   | Jada    | Zoe     | Alexis  | Nurys   | Zoe     |
| Joe               | Zoe     | Audrey  | Zoe     | Zoe     | Zoe     | Alexis  | Uche    | Jada    | Zoe     | Uche    |
| Kareem            | Alivia  | Alivia  | Alivia  | Diandra | Alivia  | Nurys   | Nurys   | Nurys   | Diandra | Diandra |
| Keith             | Alexis  | Alexis  | Diandra | Nurys   | Alexis  | Zoe     | Jada    | Audrey  | Jada    | Jada    |
| Malcolm           | Nurys   | Nurys   | Geles   | Alivia  | Diandra | Alivia  | Alexis  | Uche    | Alexis  | Alivia  |
| Michael           | Keyana  | Keyana  | Audrey  | Geles   | Nurys   | Uche    | Audrey  | Keyana  | Keyana  | Keyana  |
| Shad              | Audrey  | Geles   | Keyana  | Audrey  | Audrey  | Audrey  | Alivia  | Zoe     | Alivia  | Audrey  |
| Tyler             | Nicole  | Zoe     | Nicole  | Jada    | Keyana  | Nicole  | Nicole  | Nicole  | Nicole  | Nicole  |
| Parejas Perfectas | 3       | 1       | 2       | 3       | 1       | 4       | 5       | 3       | 5       | 11      |

| Alexis            | Keith   | Keith   | Ethan   | Dimitri | Keith   | Joe     | Malcolm | Ethan   | Malcolm | Anthony |
| Alivia            | Kareem  | Kareem  | Kareem  | Malcolm | Kareem  | Malcolm | Shad    | Anthony | Shad    | Malcolm |
| Audrey            | Shad    | Joe     | Michael | Shad    | Shad    | Shad    | Michael | Keith   | Dimitri | Shad    |
| Diandra           | Dimitri | Anthony | Keith   | Kareem  | Malcolm | Dimitri | Dimitri | Dimitri | Kareem  | Kareem  |
| Geles             | Anthony | Shad    | Malcolm | Michael | Ethan   | Clinton | Clinton | Clinton | Clinton | Clinton |
| Jada              | Ethan   | Ethan   | Anthony | Tyler   | Clinton | Ethan   | Keith   | Joe     | Keith   | Keith   |
| Keyana            | Michael | Michael | Shad    | Anthony | Tyler   | Anthony | Anthony | Michael | Michael | Michael |
| Nicole            | Tyler   | Dimitri | Tyler   | Ethan   | Anthony | Tyler   | Tyler   | Tyler   | Tyler   | Tyler   |
| Nurys             | Malcolm | Malcolm | Dimitri | Keith   | Michael | Kareem  | Kareem  | Kareem  | Ethan   | Dimitri |
| Uche              | Clinton | Clinton | Clinton | Clinton | Dimitri | Michael | Joe     | Malcolm | Anthony | Joe     |
| Zoe               | Joe     | Tyler   | Joe     | Joe     | Joe     | Keith   | Ethan   | Shad    | Joe     | Ethan   |
| Parejas Perfectas | 3       | 1       | 2       | 3       | 1       | 4       | 5       | 3       | 5       | 11      |

Notas
     = Pareja Perfecta confirmada
     = Pareja Perfecta sin confirmar

#### Cabina de la Verdad
| Parejas          | Episodio | Resultado           |
| ---------------- | -------- | ------------------- |
| Ethan & Keyana   | 1        | Pareja Incompatible |
| Anthony & Geles  | 2        | Pareja Incompatible |
| Malcolm & Nurys  | 3        | Pareja Incompatible |
| Dimitri & Nicole | 4        | Pareja Incompatible |
| Clinton & Uche   | 5        | Pareja Incompatible |
| Keith & Alexis   | 6        | Pareja Incompatible |
| Keith & Alivia   | 7        | Pareja Incompatible |
| Michael & Audrey | 8        | Pareja Incompatible |
| Tyler & Nicole   | 9        | MATCH               |
| Dimitri & Jada   | 10       | Pareja Incompatible |

#### Después de Filmar
En la reunión, se confirmó que Keith y Anthony estaban saliendo con Carolina y Shannon de la temporada 5 respectivamente
Varios miembros del elenco participaron en la versión estadounidense del programa de citas de MTV, Ex on the Beach Estados Unidos. Joe Togerson en la primera temporada, Diandra Delgado, Malcom Drummer y Nurys Mateo en la segunda temporada, y Geles Rodriguez y Anthony Martin en la tercera temporada.
El 9 de enero de 2020, Alexis Eddy murió repentinamente de un paro cardíaco en su casa de West Virginia a la edad de 23 años.
Ethan Cohen apareció en la Temporada 10 de Wild 'N Out, bajo el seudónimo de E-Money.
The Challenge
| Miembro del Elenco | Desafíos                                  | Desafíos ganados | Dinero ganado |
| ------------------ | ----------------------------------------- | ---------------- | ------------- |
| Nurys Mateo        | Todo o Nada, Batalla por un Nuevo Campeón | –                | $60,000       |

Desafío en negrita indica que el concursante fue finalista en esa temporada.

### Temporada 7 (2018)
La séptima temporada se estrenó el 15 de agosto de 2018 Fue filmada por segunda vez desde la tercera temporada en Kailua-Kona, Hawái.
Esta temporada presentó un cambio en las reglas para conseguir una cita, los concursantes ya no tenían que competir entre sí para ganar una cita. En su lugar, Terrance elegiría a dos personas, un chico y una chica, para que se acercaran y presionasen un botón para detener una rueda de desplazamiento de caras al azar del sexo opuesto. Dos chicos y dos chicas serían elegidos al azar para tener una cita de cuatro personas para emparejarse como ellos elijan. Luego, todos en la casa votaron a la pareja que pensaban que era más probable que fuera una 'Pareja Perfecta' en la cabina de la verdad.

#### Elenco
| Nombre         | Edad | Ciudad                          |
| -------------- | ---- | ------------------------------- |
| Andrew Couture | 24   | Reading, Massachusetts          |
| Brett Ferri    | 26   | Manhattan, New York             |
| Cam Viney      | 24   | Washington, D.C.                |
| Daniel Vilk    | 22   | Brooklyn, New York              |
| Kwasi Opoku    | 24   | Woodbridge, New Jersey          |
| Lewis Belt     | 23   | Oakland, California             |
| Moe Elkhalil   | 22   | Houston, Texas                  |
| Shamoy Persad  | 23   | St. Thomas, U.S. Virgin Islands |
| Tevin Grant    | 22   | Scottsdale, Arizona             |
| Tomas Buenos   | 22   | Miami, Florida                  |
| Zak Jones      | 21   | Dallas, Texas                   |

| Nombre             | Edad | Ciudad                    |
| ------------------ | ---- | ------------------------- |
| Tasia Woodley      | 22   | Corona, California        |
| Bria Hamilton      | 21   | Vacaville, California     |
| Cali Trepp         | 24   | Chicago, Illinois         |
| Jasmine Rodriguez  | 21   | Williamstown, New Jersey  |
| Kayla Umagat       | 22   | Seattle, Washington       |
| Kenya Scott        | 22   | Queens, New York          |
| Lauren Roush       | 23   | Mason, West Virginia      |
| Maria Elizondo     | 21   | West New York, New Jersey |
| Morgan Fletcher    | 21   | Silver Spring, Maryland   |
| Nutsa Sikharulidze | 21   | Toms River, New Jersey    |
| Samantha McKinnon  | 22   | Chicago, Illinois         |

#### Progreso
| Andrew            | Lauren   | Morgan   | Lauren   | Nutsa    | Samantha | Lauren   | Lauren   | Samantha | Cali     | Cali     |
| Brett             | Cali     | Asia     | Cali     | Kayla    | Nutsa    | Nutsa    | Nutsa    | Nutsa    | Bria     | Nutsa    |
| Cam               | Kayla    | Kayla    | Kayla    | Asia     | Kayla    | Kayla    | Cali     | Lauren   | Morgan   | Bria     |
| Daniel            | Nutsa    | Nutsa    | Samantha | Lauren   | Bria     | Samantha | Samantha | Asia     | Lauren   | Jasmine  |
| Kwasi             | Asia     | Lauren   | Jasmine  | Bria     | Jasmine  | Asia     | Asia     | Jasmine  | Nutsa    | Lauren   |
| Lewis             | Samantha | Jasmine  | Asia     | Kenya    | Lauren   | Bria     | Bria     | Bria     | Asia     | Samantha |
| Moe               | Jasmine  | Bria     | Nutsa    | Samantha | Asia     | Jasmine  | Jasmine  | Kayla    | Kayla    | Kayla    |
| Shamoy            | Maria    | Maria    | Maria    | Maria    | Maria    | Maria    | Maria    | Maria    | Maria    | Maria    |
| Tevin             | Kenya    | Kenya    | Kenya    | Jasmine  | Kenya    | Kenya    | Kenya    | Kenya    | Kenya    | Kenya    |
| Tomas             | Morgan   | Cali     | Bria     | Cali     | Cali     | Cali     | Kayla    | Morgan   | Jasmine  | Asia     |
| Zak               | Bria     | Samantha | Morgan   | Morgan   | Morgan   | Morgan   | Morgan   | Cali     | Samantha | Morgan   |
| Parejas Perfectas | 3        | 3        | 3        | 2        | 4        | 4        | 4        | 4        | 4        | 11       |

| Asia              | Kwasi  | Brett  | Lewis  | Cam    | Moe    | Kwasi  | Kwasi  | Daniel | Lewis  | Tomas  |
| Bria              | Zak    | Moe    | Tomas  | Kwasi  | Daniel | Lewis  | Lewis  | Lewis  | Brett  | Cam    |
| Cali              | Brett  | Tomas  | Brett  | Tomas  | Tomas  | Tomas  | Cam    | Zak    | Andrew | Andrew |
| Jasmine           | Moe    | Lewis  | Kwasi  | Tevin  | Kwasi  | Moe    | Moe    | Kwasi  | Tomas  | Daniel |
| Kayla             | Cam    | Cam    | Cam    | Brett  | Cam    | Cam    | Tomas  | Moe    | Moe    | Moe    |
| Kenya             | Tevin  | Tevin  | Tevin  | Lewis  | Tevin  | Tevin  | Tevin  | Tevin  | Tevin  | Tevin  |
| Lauren            | Andrew | Kwasi  | Andrew | Daniel | Lewis  | Andrew | Andrew | Cam    | Daniel | Kwasi  |
| Maria             | Shamoy | Shamoy | Shamoy | Shamoy | Shamoy | Shamoy | Shamoy | Shamoy | Shamoy | Shamoy |
| Morgan            | Tomas  | Andrew | Zak    | Zak    | Zak    | Zak    | Zak    | Tomas  | Cam    | Zak    |
| Nutsa             | Daniel | Daniel | Moe    | Andrew | Brett  | Brett  | Brett  | Brett  | Kwasi  | Brett  |
| Samantha          | Lewis  | Zak    | Daniel | Moe    | Andrew | Daniel | Daniel | Andrew | Brett  | Lewis  |
| Parejas Perfectas | 3      | 3      | 3      | 2      | 4      | 4      | 4      | 4      | 4      | 11     |

Notas
     = Pareja Perfecta confirmada
     = Pareja Perfecta sin confirmar

#### Cabina de la Verdad
| Pareja         | Semana | Resultado           |
| -------------- | ------ | ------------------- |
| Tomas & Maria  | 1      | Pareja Incompatible |
| Andrew & Tasia | 2      | Pareja Incompatible |
| Shamoy & Maria | 3      | MATCH               |
| Brett & Kenya  | 4      | Pareja Incompatible |
| Zak & Bria     | 5      | Pareja Incompatible |
| Brett & Cali   | 6      | Pareja Incompatible |
| Zak & Nutsa    | 7      | Pareja Incompatible |
| Tevin & Kenya  | 8      | MATCH               |
| Cam & Samantha | 9      | Pareja Incompatible |
| Brett & Nutsa  | 10     | MATCH               |

#### Después de Filmar
Tevin Grant y Kenya Scott aparecieron en la tercera temporada de la  versión estadounidense del programa de citas de MTV, Ex on the Beach.

### Temporada 8 –Plan Bi(2019)
La octava temporada se estrenó el 26 de junio de 2019. Por primera vez en Are You the One?, todos los miembros del elenco son sexualmente fluidos, sin limitaciones de género en sus posibles parejas perfectas.

#### Elenco
| Nombre                    | Edad | Ciudad                     |
| ------------------------- | ---- | -------------------------- |
| Aasha Wells               | 22   | Miami Beach, Florida       |
| Amber Martinez            | 23   | Yonkers, New York          |
| Basit Shittu              | 25   | Brooklyn, New York         |
| Brandon Davis             | 25   | Salt Lake City, Utah       |
| Danny Prikazsky           | 27   | San Jose, California       |
| Jasmine Olson             | 21   | Oxford, Mississippi        |
| Jenna Brown               | 25   | Bloomington, Indiana       |
| Jonathan Monroe           | 28   | Panama City Beach, Florida |
| Justinavery "Justin" Palm | 24   | Palmdale, California       |
| Kai Wes                   | 26   | Chepachet, Rhode Island    |
| Kari Snow                 | 23   | East Hanover, Nueva Jersey |
| Kylie Smith               | 24   | Salt Lake City, Utah       |
| Max Gentile               | 25   | Columbus, Ohio             |
| Nour Fraij                | 25   | Kenilworth, Nueva Jersey   |
| Paige Cole                | 21   | Allen, Texas               |
| Remy Duran                | 27   | New York City, New York    |

#### Progreso
| Aasha             | Paige    | Brandon  | Max      | Remy     | Kai      | Brandon  | Brandon  | Brandon  | Brandon  | Brandon  |
| Amber             | Nour     | Nour     | Paige    | Nour     | Nour     | Jenna    | Danny    | Paige    | Kylie    | Remy     |
| Basit             | Jonathan | Jonathan | Remy     | Danny    | Remy     | Jonathan | Jonathan | Jonathan | Jonathan | Jonathan |
| Brandon           | Remy     | Aasha    | Jonathan | Jasmine  | Max      | Aasha    | Aasha    | Aasha    | Aasha    | Aasha    |
| Danny             | Kai      | Remy     | Kai      | Basit    | Kari     | Kai      | Amber    | Kylie    | Kai      | Kai      |
| Jasmine           | Jenna    | Justin   | Nour     | Brandon  | Paige    | Kylie    | Kai      | Nour     | Nour     | Nour     |
| Jenna             | Jasmine  | Kai      | Justin   | Paige    | Kylie    | Amber    | Paige    | Kari     | Paige    | Paige    |
| Jonathan          | Basit    | Basit    | Brandon  | Kylie    | Justin   | Basit    | Basit    | Basit    | Basit    | Basit    |
| Justin            | Max      | Jasmine  | Jenna    | Max      | Jonathan | Max      | Max      | Max      | Remy     | Kylie    |
| Kai               | Danny    | Jenna    | Danny    | Kari     | Aasha    | Danny    | Jasmine  | Remy     | Danny    | Danny    |
| Kari              | Kylie    | Kylie    | Kylie    | Kai      | Danny    | Paige    | Remy     | Jenna    | Max      | Max      |
| Kylie             | Kari     | Kari     | Kari     | Jonathan | Jenna    | Jasmine  | Nour     | Danny    | Amber    | Justin   |
| Max               | Justin   | Paige    | Aasha    | Justin   | Brandon  | Justin   | Justin   | Justin   | Kari     | Kari     |
| Nour              | Amber    | Amber    | Jasmine  | Amber    | Amber    | Remy     | Kylie    | Jasmine  | Jasmine  | Jasmine  |
| Paige             | Aasha    | Max      | Amber    | Jenna    | Jasmine  | Kari     | Jenna    | Amber    | Jenna    | Jenna    |
| Remy              | Brandon  | Danny    | Basit    | Aasha    | Basit    | Nour     | Kari     | Kai      | Justin   | Amber    |
| Parejas Perfectas | 2        | 2        | 2        | 1        | 0        | 3        | 3        | 3        | 6        | 8        |

Notas
 Nombre  = Pareja Perfecta sin confirmar
En el episodio 6, se mostró en pantalla que Basit y Jonathan eran una pareja perfecta. Esta fue la primera vez en la historia de la serie que la audiencia recibió información desconocida para la casa.

#### Cabina de la Verdad
| Pareja          | Semana | Resultado           |
| --------------- | ------ | ------------------- |
| Justin & Nour   | 1      | Pareja Incompatible |
| Brandon & Remy  | 2      | Pareja Incompatible |
| Jenna & Kai     | 3      | Pareja Incompatible |
| Danny & Jenna   | 4      | Pareja Incompatible |
| Kari & Kylie    | 5      | Pareja Incompatible |
| Aasha & Brandon | 6      | MATCH               |
| Jasmine & Jenna | 7      | Pareja Incompatible |
| Paige & Remy    | 8      | Pareja Incompatible |
| Amber & Max     | 9      | Pareja Incompatible |
| Amber & Kylie   | 10     | Pareja Incompatible |

#### Después de Filmar
Si bien esta temporada no incluyó un episodio de reunión oficial, la mayoría de los miembros del elenco de la temporada optaron por participar en un especial de reunión presentado por AfterBuzz TV y confirmaron varios de sus estados de relación posteriores al final.
The Challenge
| Miembro del elenco | Desafíos       | Desafíos ganados | Dinero ganado |
| ------------------ | -------------- | ---------------- | ------------- |
| Amber Martinez     | Agentes Dobles | –                | $0            |

Negrita indica que el concursante llegó a la final esa temporada.

### Temporada 9 (2023)
Are YOu the One? A Global Matchmaking Competition es la novena temporada estrenada el 18 de enero de 2023. Suplantando a MTV, esta es la primera temporada que se transmite por Paramount+, además ITV Holanda asume la producción de Lighthearted Entertainment. También se anunció a Kamie Crawford como presentadora, reemplazando a Terrence J.

#### Elenco
| Participante            | Edad | País           |
| ----------------------- | ---- | -------------- |
| Aqel Carson             |      | Estados Unidos |
| Brendan Mosca           |      | Australia      |
| Clayton Carey           |      | Australia      |
| Eduardo Dickson Jr.     |      | Estados Unidos |
| Hamudi Hasoon           |      | Nueva Zelanda  |
| Leo Svete               |      | Estados Unidos |
| Michael "Mikey" Owusu   |      | Reino Unido    |
| Nathan Grant            |      | Reino Unido    |
| Oliver "Ollie" Andersen |      | Reino Unido    |
| Shamal "Samuel" Khan    |      | Reino Unido    |
| William Gagnon          |      | Estados Unidos |

| Participante          | Edad | País           |
| --------------------- | ---- | -------------- |
| Anissa Aguilar        |      | Estados Unidos |
| Brooke Rachman        |      | Estados Unidos |
| Ciara "CC" Cortez     |      | Estados Unidos |
| Courtney Rowe         |      | Reino Unido    |
| Danielle Bonaparte    |      | Estados Unidos |
| Dew Anderson          |      | España         |
| Jordanne Deveaux      |      | Estados Unidos |
| Julia-Ruth Smith      |      | Nueva Zelanda  |
| Mijntje Lupgens       |      | Países Bajos   |
| Rosalyn "Roz" Odujebe |      | Irlanda        |
| Taylor Kelly          |      | Estados Unidos |

## Are You the One? Segunda Oportunidad
Esta temporada especial fue filmada en Melbourne, Australia y presentada por Karamo Brown, la serie se estrenó el 22 de marzo de 2017.

### Elenco
| Chico                    | Chica             | Temporada Original | Resultado        |
| ------------------------ | ----------------- | ------------------ | ---------------- |
| Devin Walker-Molaghan    | Rashida Beach     | AYTO? 3            | Ganadores        |
| Morgan St. Pierre        | Tori Deal         | AYTO? 4            | Segundo Lugar    |
| Adam Kuhn                | Shanley McIntee   | AYTO? 1            | Tercer lugar     |
| Cameron Kolbo            | Mikala Thomas     | AYTO? 4            | 7mos. Eliminados |
| Mike Cerasani            | Alicia Wright     | AYTO? 5            | 6tos. Eliminados |
| Asaf Goren               | Kaylen Zahara     | AYTO? 4            | 5tos. Eliminados |
| Hayden Weaver            | Carolina Duarte   | AYTO? 5            | 4tos. Eliminados |
| Giovanni "Gio" Rivera    | Francesca Duncan  | AYTO? 4            | 3ros. Eliminados |
| Nathan "Nate" Siebenmark | Ellie Puckett     | AYTO? 2            | 2dos. Eliminados |
| Derrick Henry            | Casandra Martinez | AYTO? 5            | 1ros. Eliminados |

### Cuentas bancarias
| Parejas perfectas   | Episodios | Episodios | Episodios | Episodios | Episodios | Episodios | Episodios | Episodios | Episodios | Episodios | Episodios |
| Parejas perfectas   | 1         | 2         | 3         | 4         | 5         | 6         | 7         | 8         | 9         | 10        |           |
| ------------------- | --------- | --------- | --------- | --------- | --------- | --------- | --------- | --------- | --------- | --------- | --------- |
| Devin & Rashida     | $40,000   | $40,000   | $40,000   | $40,000   | $60,000   | $70,000   | $90,000   | $100,000  | $120,000  | $170,000  |           |
| Morgan & Tori       | $20,000   | $25,000   | $45,000   | $65,000   | $75,000   | $75,000   | $80,000   | $40,000   | $50,000   | $25,000   |           |
| Adam & Shanley      | $25,000   | $25,000   | $35,000   | $35,000   | $35,000   | $40,000   | $40,000   | $60,000   | $60,000   | $0        |           |
| Cameron & Mikala    | $20,000   | $20,000   | $25,000   | $30,000   | $35,000   | $55,000   | $65,000   | $65,000   | $0        |           |           |
| Mike & Alicia       | $20,000   | $40,000   | $40,000   | $50,000   | $50,000   | $25,000   | $0        |           |           |           |           |
| Asaf & Kaylen       | $30,000   | $30,000   | $15,000   | $7,500    | $0        |           |           |           |           |           |           |
| Hayden & Carolina   | $20,000   | $30,000   | $30,000   | $30,000   |           |           |           |           |           |           |           |
| Gio & Francesca     | $20,000   | $20,000   | $20,000   |           |           |           |           |           |           |           |           |
| Nate & Ellie        | $20,000   | $0        |           |           |           |           |           |           |           |           |           |
| Derrick & Cassandra | $0        |           |           |           |           |           |           |           |           |           |           |

Leyenda
     El equipo ganó el desafío final.
     El equipo recibió el segundo lugar en el desafío final.
     El equipo recibió el tercer lugar en el desafío final.
     El equipo ganó la misión y estaba a salvo de la eliminación.
     El equipo fue votado en La Elección y decidió 'Compartir' su dinero, por lo que permaneció en el juego.
     El equipo recibió el último lugar y fue eliminado.
     El equipo no recibió el último lugar, pero un miembro del equipo robó el dinero y su equipo fue eliminado.
     El equipo recibió el último lugar pero permaneció en el juego debido a que otro concursante, que fue votado en La Elección, se robó todo el dinero.
     El equipo fue votado en La Elección y se salvó debido a que fue un episodio de no eliminación. Su elección no fue revelada si compartieron o robaron el dinero.
     El equipo recibió el último lugar, pero se salvó debido a que fue un episodio de no eliminación.
Nota: En el episodio 3, Francesca decidió robar el dinero, por lo que ella y Giovani fueron eliminados, Francesca se quedó con los $20,000. Al final del episodio 4, mientras que Carolina decidió compartir el dinero, Hayden lo robo, ambos fueron eliminados y Hayden se llevó a casa los $30,000.

## Versiones Internacionales
| País         | Título local                       | Presentador(es)                     | Canal     | Fecha de estreno                                    | Premio       |
| ------------ | ---------------------------------- | ----------------------------------- | --------- | --------------------------------------------------- | ------------ |
| Alemania     | Are You the One?                   | Jan Köppen                          | TVNOW/RTL | 14 de abril de 2020 (TVNOW) 6 de mayo de 2020 (RTL) | €200.000     |
| Brasil       | Are You the One? Brasil            | Felipe Titto (1-3) Caio Castro (4)  | MTV BR    | 1 de febrero de 2015                                | R$500.000    |
| Dinamarca    | Det perfekte match                 | Oliver Bjerrehuus                   | Kanal 4   | 5 de febrero de 2015                                | Desconocido  |
| Francia      | 10 couples parfaits                | Elsa Fayer                          | NT1       | 3 de julio de 2017                                  | €200.000     |
| México       | Are You the One? El Match Perfecto | Roberto Carlo (1) Vadhir Derbez (2) | MTV LA    | 20 de septiembre de 2016                            | USD$200.000  |
| Países Bajos | Are You the One? De Perfecte Match | Kaj Gorgels                         | MTV NL    | 15 de octubre de 2021                               | €200,000     |
| Reino Unido  | Are You the One? UK                | Joelah Noble                        | MTV UK    | 8 de agosto de 2022                                 | €200,000     |
| Suecia       | Are You the One? Sverige           | Martin Björk                        | TV3       | 26 de febrero de 2018                               | 1.000.000 kr |